# Лаодика (жена Митридата III)
Лаодика (др.-греч. Λαοδίκη; вторая половина III века до н. э. — первая половина II века до н. э.) — селевкидская принцесса, жена понтийского царя Митридата III.

## Биография

### Происхождение
Невозможно установить родителей Лаодики. Существует предположение, что она вместе с самозванцем Александром Баласом выдавала себя за потомка царя Государства Селевкидов Антиоха IV Эпифана. В 153 году до н. э. вместе с Баласом в Рим прибыла девушка, считавшая себя дочерью Антиоха и вышедшая замуж за Митридата III.
Эпифан имел дочь Лаодику VI и Антиохиду. Однако эта версия предполагает наличие ещё одной дочери царя, названной Лаодикой.

### Семья
Лаодика родила Митридату III троих детей: Митридата IV, Фарнака I и Лаодику.